# Matemàtic

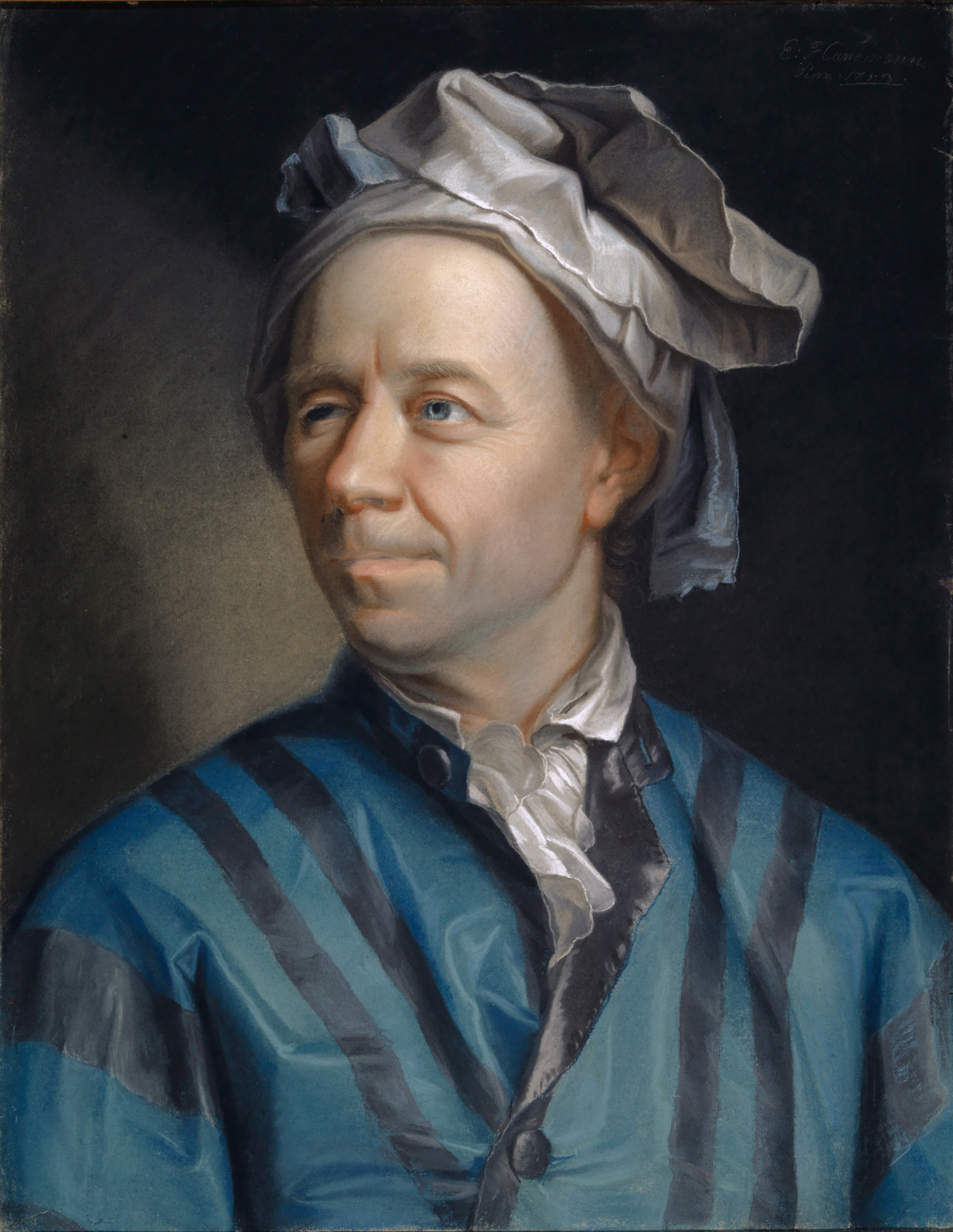
Leonhard Euler (1707-1783) és àmpliament considerat un dels matemàtics més importants de la història.

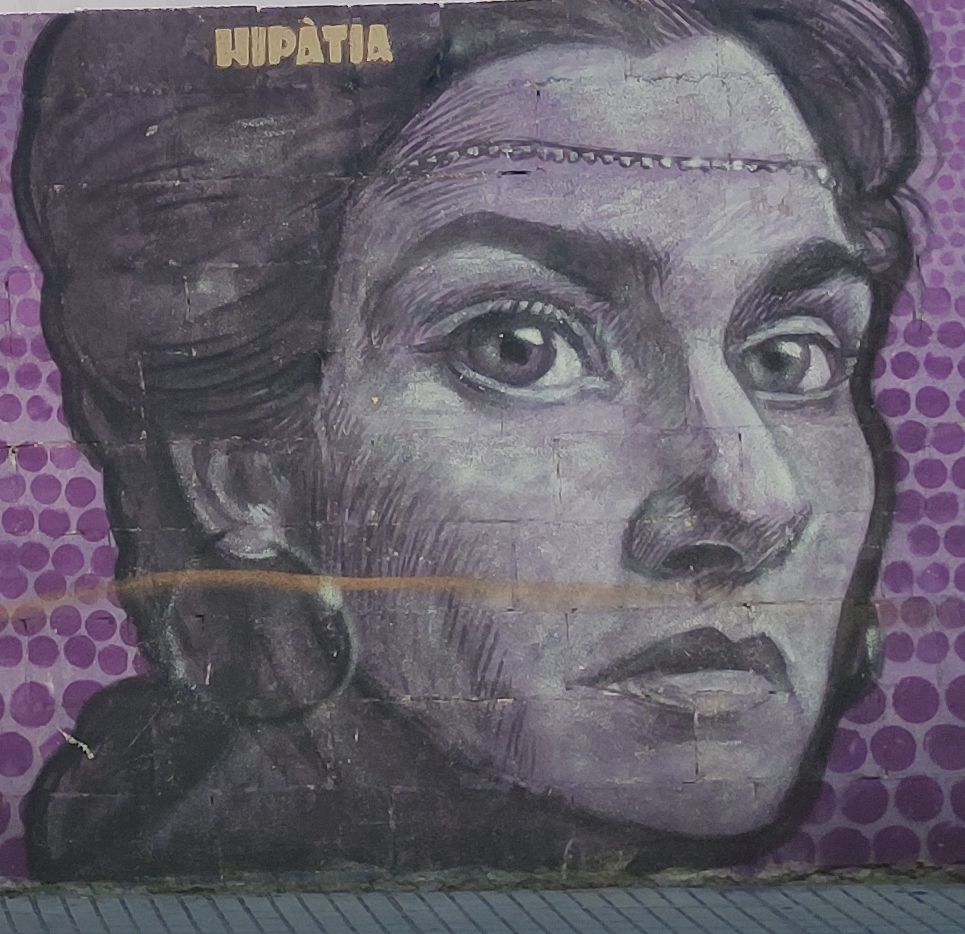
Representació d'Hipàcia en el mural feminista de Gandia

Un/a matemàtic és una persona l'àrea primària d'estudi i investigació de la qual és la matemàtica.
En altres paraules, és una persona que contribueix amb nou coneixement al camp d'estudi de la matemàtica. D'aquesta manera, els que únicament apliquen teories matemàtiques no són considerats matemàtics.
Els matemàtics solen treballar en companyies privades o com a professors en universitats, instituts, organitzacions de recerca o agències del govern. Per posar un exemple, als Estats Units el principal ocupador de matemàtics és l'Agència de Seguretat Nacional.
Com que la matemàtica és útil en diverses àrees, molts matemàtics estan involucrats en àrees com la física, la informàtica, l'enginyeria o l'economia, entre d'altres. Tot i la reducció en les darreres dècades, persisteix una bretxa de gènere entre els estudiants de la disciplina.

## Grans matemàtics de la història
Alguns dels grans matemàtics son:
1. Tales de Milet (cap al 600 aC): filòsof i matemàtic grec. Considerat un dels set savis de Grècia. Descobridor del Teorema de Tales, que estableix que si a un triangle qualsevol li tracem una paral·lela a qualsevol dels seus costats, obtenim dos triangles semblants. Dos triangles són semblants si tenen els angles iguals i els seus costats són proporcionals, és a dir, que la igualtat dels quocients equival al paral·lelisme. Aquest teorema estableix així una relació entre l'àlgebra i la geometria. Se li atribueix la primera utilització occidental del Teorema de Pitàgores, recollida per Plutarc.
2. Pitàgores (582-500 aC): filòsof i matemàtic grec. Fundador de l'escola Pitagòrica, els principis de la qual es regien per l'amor a la saviesa, a les matemàtiques i a la música. Es creu que va proporcionar una demostració del Teorema de Pitàgores, que estableix que en un triangle rectangle, el quadrat de la hipotenusa (el costat de major longitud del triangle rectangle) és igual a la suma dels quadrats dels dos catets (els dos costats menors del triangle rectangle, els que conformen l'angle recte). A més del teorema anteriorment esmentat, també fou l'inventor d'una taula de multiplicar.
3. Euclides (aproximadament 365-300 aC): matemàtic i geòmetra grec, l'obra "Elements de Geometria", és considerada com el text matemàtic més important de la història. Els teoremes d'Euclides són els que generalment s'aprenen a l'escola moderna. Per citar alguns dels més coneguts:
  1. La suma dels angles interiors de qualsevol triangle és 180°.
  2. En un triangle rectangle el quadrat de la hipotenusa és igual a la suma dels quadrats dels catets, que és el famós teorema de Pitàgores.
4. Arquimedes (287-212 aC): va ser el matemàtic més important de l'edat antiga, a més de físic i astrònom. El seu major assoliment, va ser el descobriment de la relació entre la superfície i el volum d'una esfera i el cilindre que la circumscriu. Va idear a més un mètode per trobar l'àrea delimitada per una paràbola i va calcular una de les millors aproximacions de l'època al nombre pi.
5. Hipàcia (370-415): Sàvia grega. Matemàtica, astrònoma i filòsofa. Professora i directora de l'Escola d'Alexandria.
6. Fibonacci (1170-1240): matemàtic italià que va fer importantíssimes aportacions en els camps matemàtics de l'àlgebra i la teoria de nombres. Descobridor de la successió de Fibonacci, que consisteix és una successió infinita de nombres naturals en què cada terme de la successió es defineix com la suma dels dos termes anteriors.
7. René Descartes (1596-1650): filòsof i matemàtic francès, que va escriure una obra sobre la teoria de les equacions, en la qual s'incloïa la regla dels signes, per saber el nombre d'arrels positives i negatives d'una equació. Va definir una de les branques de les matemàtiques, la geometria analítica.
8. Galileo Galilei (1564-1642): físic, astrònom i matemàtic italià. El seu principal èxit va ser crear un nexe d'unió entre les matemàtiques i la mecànica. Va ser el descobridor de la llei de l'isocronisme dels pèndols. S'inspirà en Pitàgores, Plató i Arquimedes, i va ser contrari a les tesis filosòfiques d'Aristòtil.
9. Blaise Pascal (1623-1662): matemàtic i físic francès que va formular un dels teoremes bàsics de la geometria projectiva, el teorema de Pascal. Va definir i desenvolupar la teoria matemàtica de la probabilitat.
10. Isaac Newton (1643-1727): matemàtic anglès, autor dels Philosophiae naturalis principia mathematica. Va desenvolupar el teorema del binomi a partir dels treballs de John Wallis i va definir un mètode propi denominat càlcul de fluxions. Va abordar el desenvolupament del càlcul a partir de la geometria analítica, mitjançant un enfocament geomètric i analític de les derivades matemàtiques aplicades sobre corbes definides a través d'equacions.
11. Émilie du Châtelet (1706-1749): matemàtica francesa, va traduir el Principia de Newton i contribuir al desenvolupament del càlcul i del raonament matemàtic.
12. Leonhard Euler (1707-1783): matemàtic suís que va fer importants descobriments en el camp del càlcul i la teoria de grafs. També va introduir gran part de la moderna terminologia i notació matemàtica, particularment per l'àrea de l'anàlisi matemàtica, com ara la noció de funció matemàtica.
13. Caroline Herschel (1750-1848): matemàtica alemanya, que es va dedicar a la recerca en astronomia. El 1828 va guanyar la medalla d'or de la Royal Astronomical Society, pel descobriment de set cometes.
14. Paolo Ruffini (1765-1822): matemàtic italià que va establir les bases de la teoria de les transformacions d'equacions i que va formular la regla del càlcul aproximat de les arrels de les equacions. El seu descobriment més important fou el que es coneix com a Regla de Ruffini, que permet trobar els coeficients del resultat de la divisió d'un polinomi pel binomi {\displaystyle (x-r)}.
15. Sophie Germain (1776-1831): matemàtica francesa. Va estudiar la teoria de nombres i el càlcul, va fer contribucions a la demostració del Teorema de Fermat.
16. Carl Friedrich Gauss (1777-1855): matemàtic, astrònom i físic alemany conegut com "el príncep de les matemàtiques". Va contribuir notablement en diverses àrees de les matemàtiques, entre les quals destaquen la teoria de nombres, l'anàlisi matemàtica i la geometria diferencial. Va ser el primer a provar rigorosament el Teorema Fonamental de l'Àlgebra. Va inventar el que es coneix com a Mètode de Gauss, que va utilitzar per resoldre sistemes d'equacions lineals.
17. Florence Nightingale (1820-1910): matemàtica britànica, pionera de l'aprofundiment i la divulgació de l'estadística. També va desenvolupar la teoria de grafs.
18. Sofia Kovalevskaya (1850-1891): matemàtica russa. Va contribuir a l'estudi de les equacions en derivades parcials i a l'astronomia.
19. David Hilbert (1862-1943): matemàtic alemany, reconegut per postular una llista de 23 problemes originalment sense resoldre fonamentals per la matemàtica de l'època. A més va fer aportacions a camps com la mecànica quàntica i l'anàlisi funcional. Va definir i desenvolupar idees com la teoria d'invariants, l'axiomatització de la geometria i l'espai de Hilbert.
20. Emmy Noether (1882-1935): matemàtica alemanya. Va desenvolupar l'Àlgebra Moderna i l'Àlgebra Abstracta. Va desenvolupar els fonaments matemàtics de la Teoria de la Relativitat d'Einstein.
21. Dorothy Vaughan (1910-2008): matemàtica estatunidenca especialitzada en anàlisi i computació. Va ser directora de la NACA, precursora de la NASA.
22. Joan Clarke (1917-1996): matemàtica anglesa, experta en criptografia. Va treballar amb Alan Turing en el procés de desxifrat de la Màquina Enigma.
23. Katherine Johnson (1918-2020): matemàtica estatunidenca, especialista en geometria. Va treballar a la NASA on va participar, entre d'altres, en la missió Apolo 11.
24. Julia Robinson (1919-1985): matemàtica nord-americana que va fer contribucions a la teoria de nombres, l'aritmètica i la lògica.
25. Mary Jackson (1921-2005): matemàtica nord-americana especialitzada en enginyeria aeroespacial, va fer carrera a la NASA.
26. Christine Darden (1942-): matemàtica nord-americana especialitzada en computació i enginyeria aeroespacial. Va desenvolupar models d'explosions sòniques.
27. Maryam Mirzakhani (1977-2017): matemàtica iraniana, guanyadora de la medalla Fields el 2014. Especialista en geometria de superfícies, geometria hiperbòlica i teoria ergòdica.
28. Bernat Vila (segle xvi) va escriure el primer llibre de matemàtiques en català.

### Dones matemàtiques

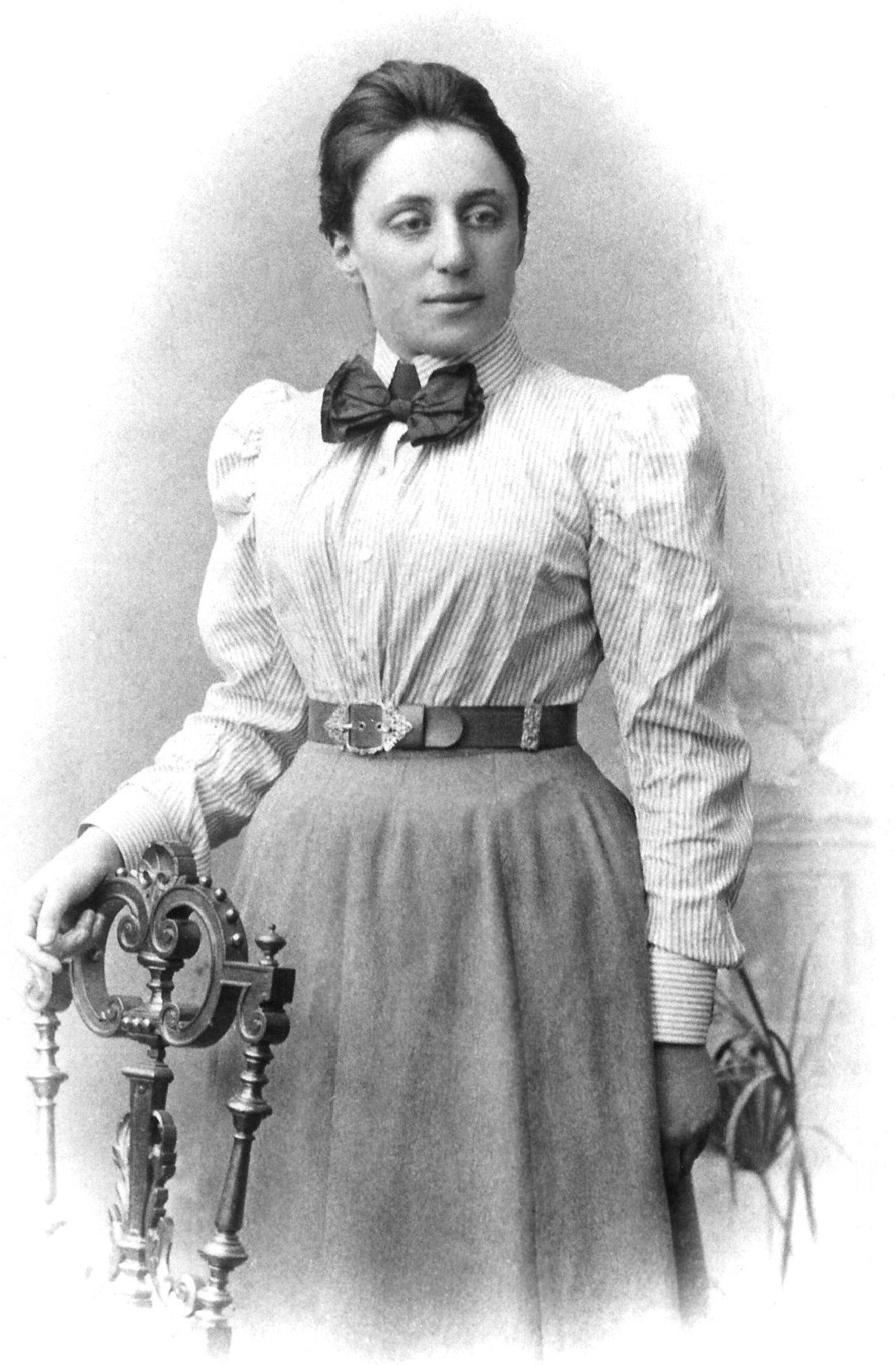
Emmy Noether (1882-1935), matemàtica.

Com a conseqüència de les grans dificultats i impediments amb què les dones s'han hagut d'enfrontar, al llarg de la història i arreu del món, per poder dur a terme una labor d'estudi o investigació en les matemàtiques (i en la ciència, en general), la majoria de les persones que han excel·lit en l'àrea de les matemàtiques i que han obtingut notorietat universal han estat homes. Malgrat tots aquests inconvenients, hi ha hagut dones que, gràcies a una indomable voluntat, una posició social alta i, generalment, a l'ajuda d'algun mecenes masculí, han deixat una empremta inesborrable en les matemàtiques. I no només perquè les seves històries de superació siguin un exemple, sinó perquè llurs contribucions científiques han tingut una notable repercussió i rellevància. Entre les dones matemàtiques més prominents nascudes abans del segle xx, es poden citar: Teano de Crotona (segle VI  a. C.), Hipàcia d'Alexandria (al voltant del 400), Ada Lovelace (1815-1852), Maria Gaetana Agnesi (1718-1799), Sophie Germain (1776-1831), Sófia Kovalévskaia (1850-1891), Alicia Boole Stott (1860-1940), Émilie du Châtelet (1706-1749), Caroline Herschel (1750-1848), Mary Somerville (1780-1872) y Florence Nightingale (1820-1910).
Els profunds canvis demogràfics i socials esdevinguts principalment des del final de la Segona Guerra Mundial van afavorir la integració de les dones en l'àmbit laboral i la paulatina reducció de les diferències d'oportunitat amb els homres. Per tant, la llista de grans dones matemàtiques del segle XX és extensa i entre les seves figure més destacades cal mencionar Mileva Marić (1875-1948), Emmy Noether (1882-1935), Mary Lucy Cartwright (1900-1998), Rózsa Péter (1905-1977), Grace Murray Hopper (1906-1992), Olga Taussky-Todd (1906-1995), Julia Robinson (1919-1985), Emma Castelnuovo, (1913-2014), María Wonenburger (1927-), Ingrid Daubechies (1954-).
No obstant això, la presència en els càrrecs acadèmics i científics de responsabilitat és escassa. Per això, i com passa en la resta d'àmbits del coneixement, en diversos països existeixen associacions de dones matemàtiques amb una forta implicació social en la cerca d'igualtat d'oportunitats en el marc de la recerca i de la docència en les matemàtiques. Aquest és el cas de l'Asociación Mujeres y Matemáticas a Espanya, de la European Women in Mathematics (EWM) o de la Comisión Mujeres y Matemáticas de la Reial Societat Matemàtica Espanyola, entre d'altres.
Cal mencionar Roswitha de Gandersheim, monja d'un convent saxó del segle x, que va destacar més en la literatura i la filosofia que en la ciència dels nombres. Això no obstant, va lluir bon coneixement de l'Aritmètica de Boeci i va mencionar qüestions lligades a nombres deficients i perfectes, assenyalant entr ells el 6, el 28, el 496, i el 8128.

## Autobiografies de matemàtics
Diversos matemàtics reconeguts han escrit autobiografies en part per explicar a un públic general què els ha fet dedicar les seves vides a l'estudi de les matemàtiques. Aquests textos proporcionen una bona idea sobre què significa ser un matemàtic. La següent llista conté obres que no són ben bé autobiografies, sinó més aviat escrits sobre les matemàtiques i els matemàtics amb un component fortament autobiogràfic.
- De propria vita – Girolamo Cardano[8]
- Apologia d'un matemàtic - G.H. Hardy[9]
- A Mathematician's Miscellany (republicat com a Littlewood's miscellany) - J. E. Littlewood[10]
- Soc matemàtic - Norbert Wiener[11]
- I Want to be a Mathematician - Paul R. Halmos
- Adventures of a Mathematician - Stanisław Ulam[12]
- Enigmas of Chance - Mark Kac[13]
- Love and Math - Edward Frenkel
- Mathematics Without Apologies - Michael Harris[14]